# Petrus de Cruce
Petrus de Cruce (francouzsky Pierre de la Croix, 1270? Amiens – před 1347?) byl středověký francouzský hudební skladatel a teoretik.

## Život
Petrus de Cruce žil v Paříži. V roce 1298 jej král Filip IV. Francouzský pověřil zkomponováním oficia k poctě svatého krále Ludvíka. Byl zřejmě žákem Jakuba z Lutychu, který jej vedle Franka Kolínského a Lamberta považoval za zástupce starého umění – ars veterum a jako skladby Petra de Cruce uvádí tříhlasá moteta Au renouveler a Aucun ont trouvé chant, která jsou poznamenána zesíleně vystupující melismatikou v duplu, zdůraznění terciových a sextových souzvuků na začátku perfectia a převažující role tripla sestávajícího z rytmicky volně zasazených not malých hodnot. Hojné užití krátkých not sebou neslo následné prodloužení trvání noty brevis v tzv. stylu Petra de Cruce, a tedy zpomalení tempa.
Na poli hudební teorie představují spisy Petra de Cruce o mensurální notaci přechod mezi Frankem Kolínským a Filipem z Vitry. Zavedl pravidlo, že brevis může být rozdělena na 2 až 9 semibreves a k jasnému vymezení skupinek not používal dělicí znaménko punctus divisionis. Tato novinka znamenala milník na cestě od modální k mensurální rytmice italského trecenta.

## Edice
- Yvonne Rokseth (Hrg.): Polyphonies du XIIIe siècle, 4 sv., Paris 1935–1939 (Codex Montpellier)
- A. Auda (Hrg.): Les „Motets wallons“ du ms. de Turin..., Brusel 1953